# Kate Gleason
Catherine Anselm Gleason, més coneguda com a Kate Gleason, (Rochester, Nova York, 25 de novembre 1865 – Rochester, Nova York, 9 de gener 1933) va ser una enginyera i empresària estatunidenca, destacada per la seva activitat en un ambient dominat per homes, i per la seva filantropia.

## Primers anys i treball a l'empresa familiar
Nascuda el 25 de novembre de 1865 a Rochester (Nova York), Kate Gleason va ser la primera dels quatre fills que van tenir la parella d'immigrants irlandesos William McDermott Gleason i la seva segona esposa Ellen. El seu pare era propietari d'una botiga de maquinària industrial i va fundar una fàbrica de màquines eina que després va dur el cognom de la família incorporat en el nom de l'empresa (Gleason Works) i amb el temps va esdevenir una de les principals multinacionals en la fabricació de màquines eina de tall (avui dia, Gleason Corporation).
Quan Kate tenia onze anys, el seu germanastre Tom, que ajudava el seu pare en el negoci, va morir de febre tifoide i ella de seguida va començar a ajudar el pare. Als catorze anys ja li duia els llibres de comptabilitat. Als 19 anys, Gleason va ser la primera dona que va matricular-se per estudiar enginyeria a la Universitat Cornell, però el negoci del pare anava malament i no podia pagar el sou de la persona que havia substituït Kate i ella va haver d'interrompre els estudis i tornar a casa. No obstant això, mitjançant la pràctica i autoaprenentatge i estudiant per lliure en el centre que després esdevindria l'actual Institut de Tecnologia de Rochester, va aconseguir un títol d'enginyeria.
El 1888, amb vint-i-dos anys, va fer el seu primer viatge de negocis a Ohio, per vendre-hi màquines. El 1890 era administradora i cap de vendes de l'empresa familiar. El 1893, als vint-i-set anys, va fer el seu primer viatge a Europa. Havia passat una malaltia i quan el metge va aconsellar-li un descans, Kate va decidir fer un viatge per Anglaterra, Escòcia, França i Alemanya del qual va tornar a Rochester amb comandes d'algunes de les empreses més destacades d'aquells països.

## Vida després de Gleason Works
El 1913, per desavinences amb el seu germà i altres persones del seu entorn, va deixar el negoci familiar. El 1914 va ser nomenada síndic de fallida de l'empresa Ingle Machine Company, d'East Rochester (Nova York). Molts documents indiquen que va ser la primera dona designada per a aquest càrrec per un tribunal de fallides. Va reorganitzar l'empresa i al cap d'un any i mig els deutes d'Ingle Machine Co. havien estat saldats. Quan Gleason va retornar l'empresa als seus accionistes ja tenia beneficis.
El 1916 va ser una de les primeres dones elegides per a la Cambra de Comerç de Rochester i la primera dona membre de la Societat d'Enginyeria de Rochester. El 1917 va ser nomenada presidenta del First National Bank d'East Rochester per substituir el president que era a la Primera Guerra Mundial. Va ocupar el càrrec fins a 1919 i de la seva experiència en el món de les finances i el contacte amb els empleats va sorgir el seu interès per la construcció de cases barates per als obrers i el desenvolupament industrial en zones suburbanes. Va aplicar els seus coneixements d'enginyeria en el disseny d'habitatges a un preu raonable, fets de formigó amb un mètode que va desenvolupar ella mateixa i que va servir de model per a futures urbanitzacions. El principal projecte que va dur a terme va ser la construcció de cent habitatges de baix cost, de sis habitacions.
Durant la dècada de 1920 va seguir experimentant en la construcció d'urbanitzacions amb cases estàndard de baix cost. Va comprar uns terrenys a la regió de Beaufort, a Carolina del Sud i va començar a construir-hi un conjunt de cases pensades com una colònia d'escriptors i artistes. Algunes van arribar a acabar-se abns de la seva mort; d'altres, es van construir després amb la supervisió de la seva germana Eleanor Gleason. Uns anys més tard, després de viatjar per Califòrnia per estudiar les construccions de tova, va planejar la construcció de cases, fent servir la tècnica de buidat de formigó, en una zona suburbana de Sausalito. Se’n van construir unes quantes, però el projecte es va abandonar quan l'estat de Califòrnia va expropiar una part dels terrenys originals per fer-hi instal·lacions d'obres públiques.
El 1924, Gleason va comprar, en el poble de Septmonts, un poble del nord de França, una torre del segle xiii amb edificacions, 2 cases de pedre del segle xvii, una botiga de bicicletes, dos jardins antics, una bodega de vi amb llicència per fabricar licors i el títol de Châtelaine de la Tour de Septmonts. Nombroses persones del poble van treballar per a ella per restaurar els edificis i tenir cura dels jardins. Gleason hi anava a passar els estius. El 1995, la família Gleason es va posar en contacte amb l'associació Les Amis de Septmonts i a partir d'aleshores la Fundació Gleason ha ajudat a restaurar el lloc, ha recomprat la propietat de la seva avantpassada per a l'Associació i a transformar-lo en un restaurant, amb el desig que els beneficis que se n'obtinguin es destinin únicament a la restauració i manteniment del patrimoni.

## Gleason i el moviment sufragista
Gleason va donar suport al moviment sufragista, sense ser-ne una activista. En la casa familiar es van organitzar reunions de sufragistes i ella mateixa va contribuir econòmicament a la National American Woman Suffrage Association (Associació dels Estats Units d'Amèrica per al Sufragi Femení).

## Mort i llegat
Kate Gleason, que no es va casar mai, va morir de pneumònia a Rochester el 9 de gener de 1933. Va deixar un llegat 1,4 milions de dòlars, la major part del qual anava destinat a causes filantròpiques. L'Institut de Tecnologia de Rochester en va ser parcialment beneficiari, i la ciutat de Rochester va rebre 100.000 dòlars per a habilitar un espai de la biblioteca pública per a l'estudi de la història local. Més d'un milió de dòlars es va dedicar a crear el Fons Kate Gleason, en favor dels empleats de Gleason Works i a altres obres de beneficència, com ara un llegat de 100.000 dòlars per al DR. Howard A. Kelly de la Universitat Johns Kopkins, en reconeixement del seu treball pioner en l'ús del radi per al tractament del càncer.

## Reconeixements
- Un college i una residència universitària de l'Institut de Tecnologia de Rochester porten el seu nom.[2][7]
- L'Auditori de la Biblioteca Central de Rochester porta el seu nom
- La Societat Americana d'Enginyers Mecànics el 2011 va instituir el Premi Kate Gleason, que reconeix la contribució de dones que han destacat com a líders en la professió d'enginyeria.[8]